# Euphonia cyanocephala
L'eufonia groppadorata od organista groppadorata (Euphonia cyanocephala (Vieillot, 1819)) è un uccello passeriforme della famiglia dei Fringillidi.

## Etimologia
Il nome scientifico della specie, cyanocephala, deriva dall'unione delle parole greche κυανος (kyanos/kuanos, "blu") e κεφαλη (kephalē, "testa"), col significato di "dalla testa azzurra", in riferimento alla livrea dei maschi. Anche il nome comune è un chiaro riferimento alla colorazione dei maschi.

## Descrizione

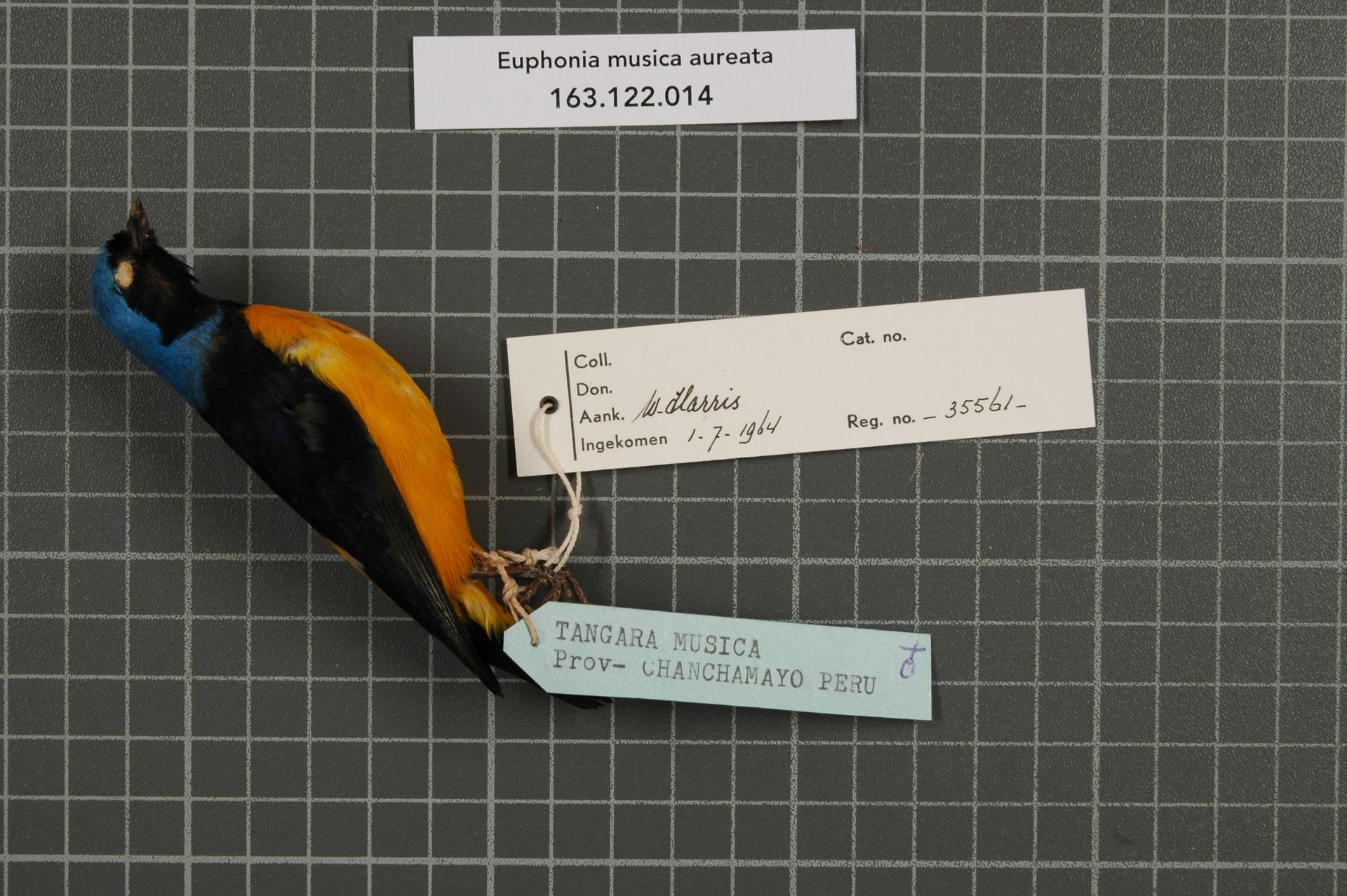
Maschio impagliato.

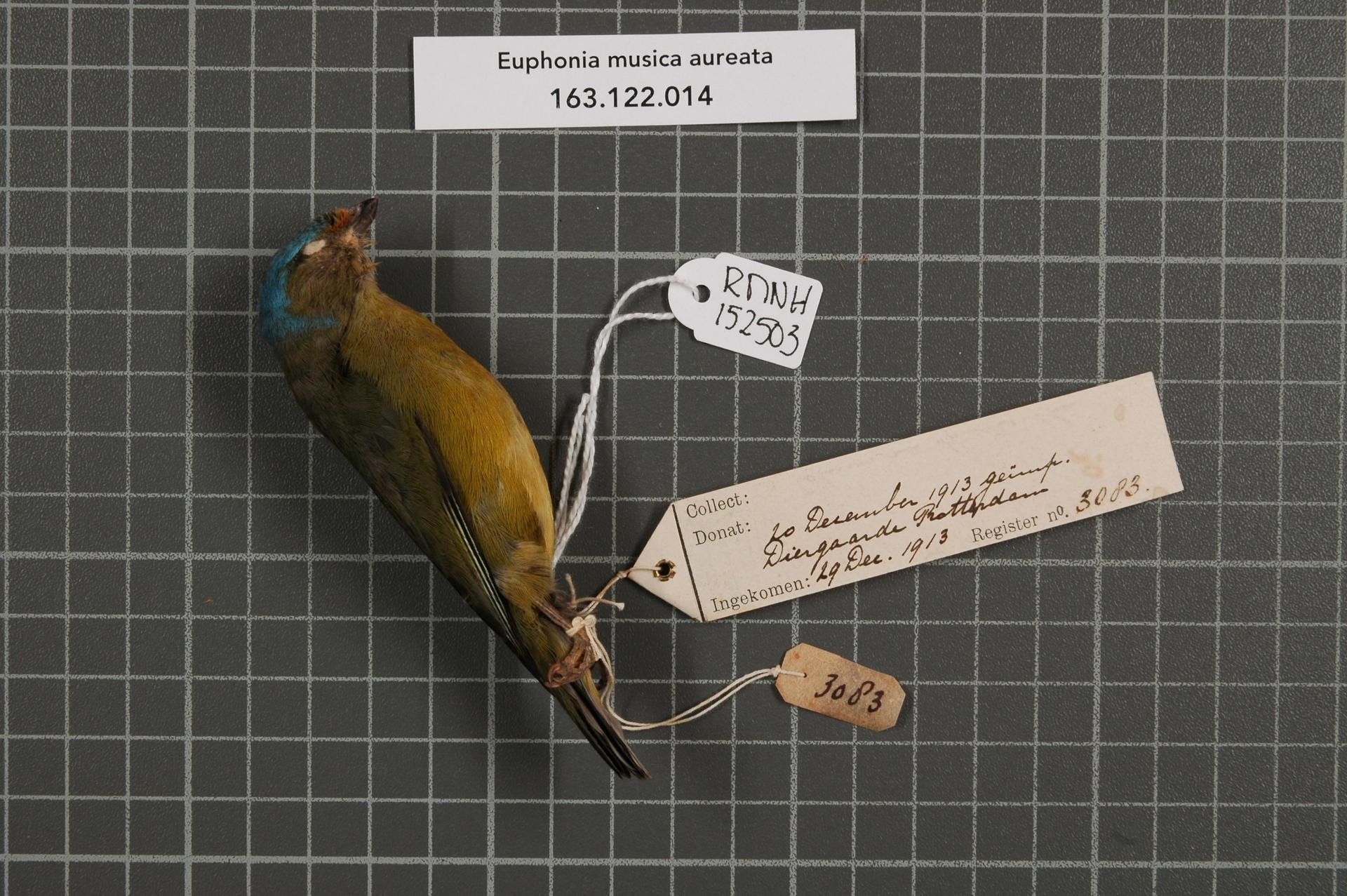
Femmina impagliata.

### Dimensioni
Misura 11 cm di lunghezza, per 15-16 g di peso.

### Aspetto
Si tratta di un uccelletto dall'aspetto robusto, munito di testa arrotondata, forte becco conico, ali appuntite e coda squadrata. Nel complesso, le eufonie groppadorata sono molto somiglianti alle affini eufonie monache, rispetto alle quali (come del resto intuibile dal nome comune i maschi mostrano presenza di giallo anche dorsalmente.
Il piumaggio presenta netto dimorfismo sessuale. Nei maschi gola, guance, zigomi e area delle orecchie sono di colore nero, mentre vertice, nuca e lati del collo sono di colore azzurro brillante: sulla fronte è presente una macchia gialla orlata di nero, così come di colore giallo oro sono petto, ventre, fianchi, sottocoda e codione, mentre dorso, ali e coda sono di colore nero-bluastro.

Le femmine mancano di gran parte del nero corporeo (presente solo su remiganti e coda) ma non del cappuccio cefalico azzurro, che è infatti presente, così come il giallo frontale: il resto del piumaggio si presenta invece dominato dai toni del verde oliva dorsalmente e del bruno-aranciato su faccia e petto, mentre ventre e sottocoda tendono al beige. In ambedue i sessi il becco è nerastro, le zampe sono di colore carnicino-nerastro e gli occhi sono di colore bruno scuro.

## Biologia
L'eufonia groppagialla è un uccello diurno e poco gregario, che si muove perlopiù in coppie o piccoli gruppetti familiari: essa passa la maggior parte della giornata alla ricerca di cibo fra la vegetazione, coi vari esemplari che si tengono in contatto fra loro mediante richiami pigolanti, di tanto in tanto emettendo un canto squittente e ripetitivo di una decina di secondi.

### Alimentazione
La dieta di questi uccelli è quasi totalmente frugivora, componendosi essenzialmente di fichi e bacche di Loranthaceae, e non disdegnando però anche bacche e frutti provenienti da altre specie di piante cespugliose e arboree: questi uccelli tendono a sbucciare il cibo prima di consumarne la sola polpa, aiutandosi con becco e zampe. Di tanto in tanto vengono verosimilmente consumati anche insetti ed altri piccoli invertebrati.

### Riproduzione
Si tratta di uccelli monogami, la cui stagione riproduttiva va da dicembre a maggio.
I due sessi collaborano durante la maggior parte dell'evento riproduttivo: il nido, infatti, viene costruito da ambo i partner. Esso ha forma globosa e si compone di una parte esterna costituita da rametti, licheni e fibre vegetali intrecciati e di una camera di cova interna foderata di materiale morbido.

Al suo interno, la femmina depone 2-5 uova biancastre con rada picchiettatura bruno-rossiccia, che essa provvede a covare da sola per circa due settimane (col maschio che rimane di guardia nei pressi del nido e si occupa di reperire il cibo per sé e per la compagna), al termine delle quali chiudono pulli ciechi ed implumi. Essi vengono accuditi ed imbeccati da ambedue i genitori, ed in tal modo, possono dirsi pronti per l'involo attorno alle tre settimane di vita, pur tendendo a non allontanarsi in maniera definitiva dai genitori solo attorno al mese d'età.

## Distribuzione e habitat

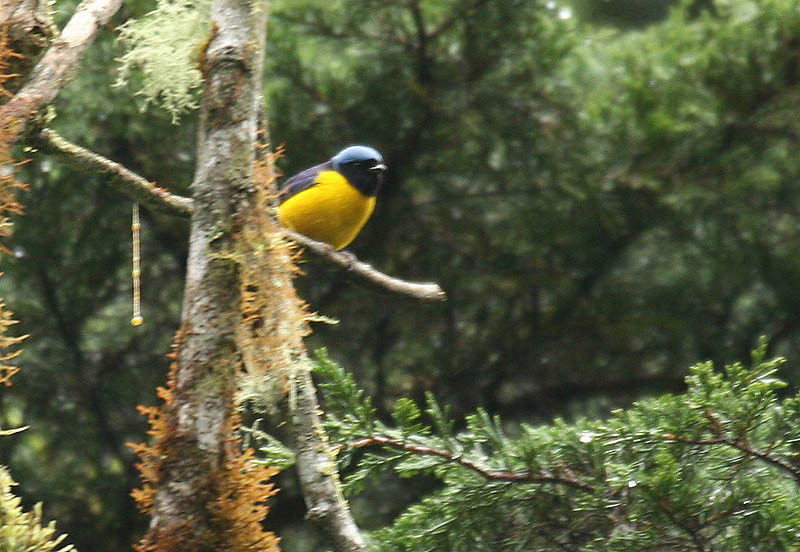
Maschio nella Provincia del Pichincha.

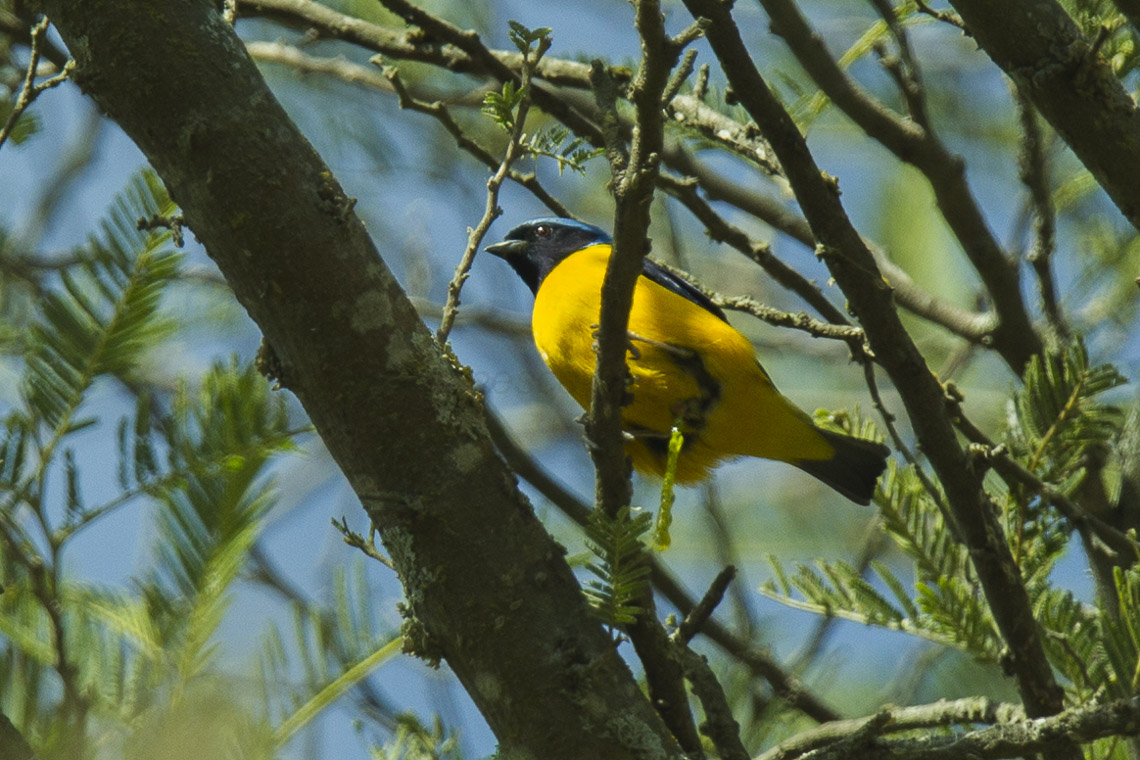
Maschio in Ecuador.

L'eufonia groppagialla abita un'ampia porzione del Sudamerica, comprendente il massiccio della Guyana, la fascia costiera del Venezuela (inclusa l'isola di Trinidad), le pendici andine di Colombia, Ecuador, Perù, Bolivia e Argentina (fino alla provincia di Tucumán) nonché una vasta parte del Brasile orientale e sud-orientale (stati di Alagoas, Bahia, Goiás sud-occidentale e Mato Grosso do Sul occidentale a sud fino al Rio Grande do Sul), corrispondente alla foresta atlantica e comprendente anche la porzione orientale di Paraguay e Argentina, fino alle propaggini orientali del Gran Chaco. Avvistamenti isolati di esemplari ascrivibili a questa specie sono stati effettuati anche in Brasile centrale (stati di Pará e Mato Grosso), nell'area di Santa Cruz ed in Argentina centrale (a sud fino a San Luis, ed ai sobborghi settentrionali di Buenos Aires)
L'habitat di questi uccelli è rappresentato dalle aree marginali di foresta ed anche dalle aree antropizzate o degradate, come i campi da taglio, la foresta secondaria, le aree aperte con presenza di macchie alberate e le piantagioni o i frutteti.

## Tassonomia
Se ne riconoscono tre sottospecie:

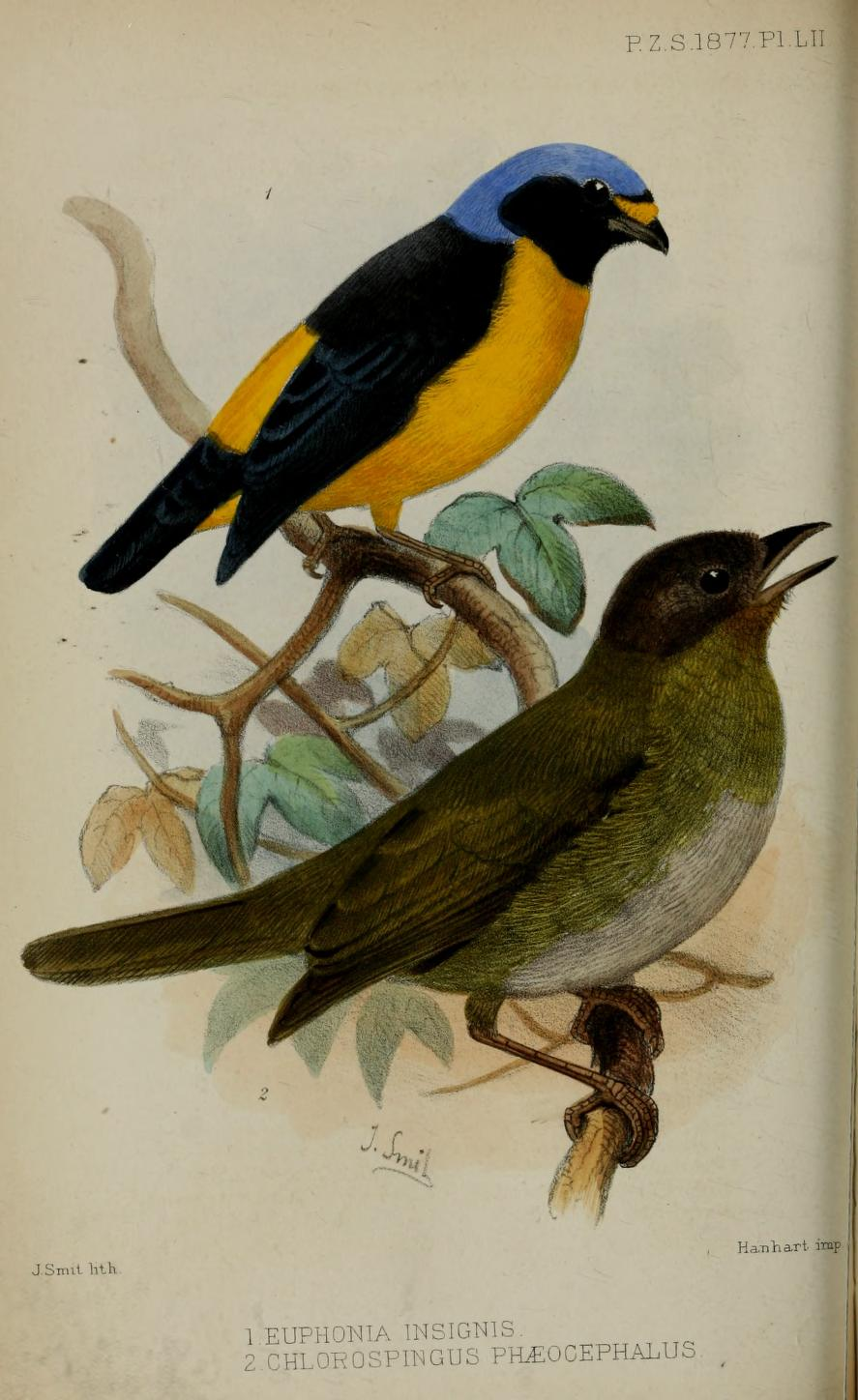
Illustrazione di un maschio della sottospecie insignis (in alto): in basso tanagra dei cespugli).

- Euphonia cyanocephala cyanocephala (Vieillot, 1819) - la sottospecie nominale, diffusa nella stragrande maggioranza dell'areale occupato dalla specie;
- Euphonia cyanocephala insignis Sclater & Osbert Salvin, 1877 - diffusa in Colombia meridionale ed Ecuador centro-settentrionale, a sud fino al Chimborazo;
- Euphonia cyanocephala pelzelni Sclater, 1886 - endemica delle pendici orientali delle Ande ecuadoregne (province di Azuay e Loja);

Talvolta ci si riferisce all'eufonia groppagialla col nome di Euphonia aureata, considerato un sinonimo obsoleto.
La sistematica della specie è ancora piuttosto oscura: lo status tassonomico della popolazione della mata atlantica (molto isolata geograficamente dalla sottospecie nominale alla quale viene formalmenteascritta) è incerto, sebbene manchino studi che facciano chiarezza, mentre alcuni autori eleverebbero le popolazioni della Sierra de Perijá al rango di sottospecie a sé stante col nome di E. c. intermedia.
Anche i rapporti con le altre eufonie sono poco chiari: sebbene sembri appurato che l'eufonia groppadorata formi una superspecie con le altre due eufonie munite di porzioni azzurre del piumaggio (vale a dire l'eufonia monaca e l'eufonia delle Antille), con le quali (pur presentando areale disgiunto) non mostra differenze significative per quanto riguarda il comportamento ed il canto, a loro volta queste tre specie si mostrano filogeneticamente affini alle clorofonie, rendendo pertanto il genere Euphonia parafiletico. Per risolvere tale situazione, alcuni autori suggerirebbero l'ascrizione delle tre specie sopraccitate a un proprio genere Cyanophonia, tuttavia sono necessarie ulteriori ricerche.